# Patrick Strzoda
Patrick Strzoda (Thann, 5 de gener de 1952) és un polític francès, ex-alcalde i membre del gabinet de president de França Emmanuel Macron. És l'actual representant personal del copríncep Francès al Principat d'Andorra, des del 14 de maig de 2017.
Provinent d'una família d'origen polonès, té una llicenciatura en anglès per la Universitat de Besançon i una llicenciatura en Dret obtinguda a la Universitat d'Estrasburg. Patrick Strzoda començà la seva carrera com a assessor d'administració escolar i universitària del Ministeri d'Educació Nacional el 1975. El 1983, ingressà a l'Escola nacional d'administració (França) i es traslladà a la prefectura com a director de gabinet del prefecte de Dordonya el 1985. Posteriorment, el 1987 es va convertir en sotsprefecte de Saint-Jean-de-Maurienne, i després, el 1992 en el secretari general del comitè organitzador dels Jocs Olímpics d'Hivern de 1992 a Albertville, encara a Savoia.